# محمد دامادی
دامادی (زادهٔ ۲۵شهریور ۱۳۵۸ در ساری) نمایندهٔ دورهٔ نهم و دهم مجلس شورای اسلامی از حوزه انتخابیه ساری و میاندورود در استان مازندران است.
پدر وی عزت‌الله دامادی هم در دورهٔ سوم و چهارم نمایندهٔ مجلس شورای اسلامی بوده‌است.
عبدالحسین اکبری پدر همسر وی از کشته‌شدگان انفجار حزب جمهوری اسلامی (هفتم تیر ۱۳۶۰) می‌باشد.
او همچنین عضو شورای اسلامی شهر ساری در دورهٔ سوم (۱۳۸۵ تا ۱۳۹۲) بود ولی سال ۹۰ برای شرکت در انتخابات دوره نهم مجلس ، از حضور در شورای شهر استعفا داد.
دامادی در یازدهمین دوره انتخابات مجلس شورای اسلامی بعلت رد صلاحیت از حضور در رقابت های انتخاباتی بازماند و پس از آن بعنوان معاون امور حقوقی، مجلس و استان های وزیر صنعت، معدن و تجارت منصوب شد.

## در مجلس
محمد دامادی در کمیسیون عمران مجلس دهم رئیس کمیته آب و فاضلاب می‌باشد. همچنین با حکم رئیس مرکز پژوهشهای مجلس شورای اسلامی رئیس کارگروه آب و فاضلاب این بازوی مشورتی مجلس می‌باشد.
وی همچنین در ابتدای مجلس دهم از طرف دکتر علی لاریجانی به عنوان نماینده رئیس مجلس شورای اسلامی در شورای عالی فضای مجازی منصوب شد.
او در پنجمین دوره انتخابات شوراهای اسلامی شهر و روستا (۲۹ اردیبهشت ۱۳۹۶) به همراه دو نماینده دیگر مجلس عضو هیئت ۳ نفره نظارت بر این انتخابات در استان مازندران بود.

## شمار رای
وی در نهمین دورهٔ انتخابات مجلس شورای اسلامی با رأی نزدیک به ۹۴۰۰۰ به عنوان نفر اول ساری به بهارستان راه یافت. در دورهٔ دهم با ۶۷۰۰۰ رای به عنوان نمایندهٔ دوم ساری به مجلس راه یافت.